# Chotuc
Der Chotuc (deutsch Chotutz) ist ein bewaldeter Hügel in Tschechien. Er ist seit 1998 als Naturreservat geschützt.

## Lage
Der Chotuc erhebt sich anderthalb Kilometer westlich von Křinec über der Talmulde der Křinecká Blatnice, die den Hügel im Norden und Osten umfließt. Umliegende Ortschaften sind Bošín, Křinec, Hrubý Jeseník, Mečíř und Sovenice.

## Geschichte

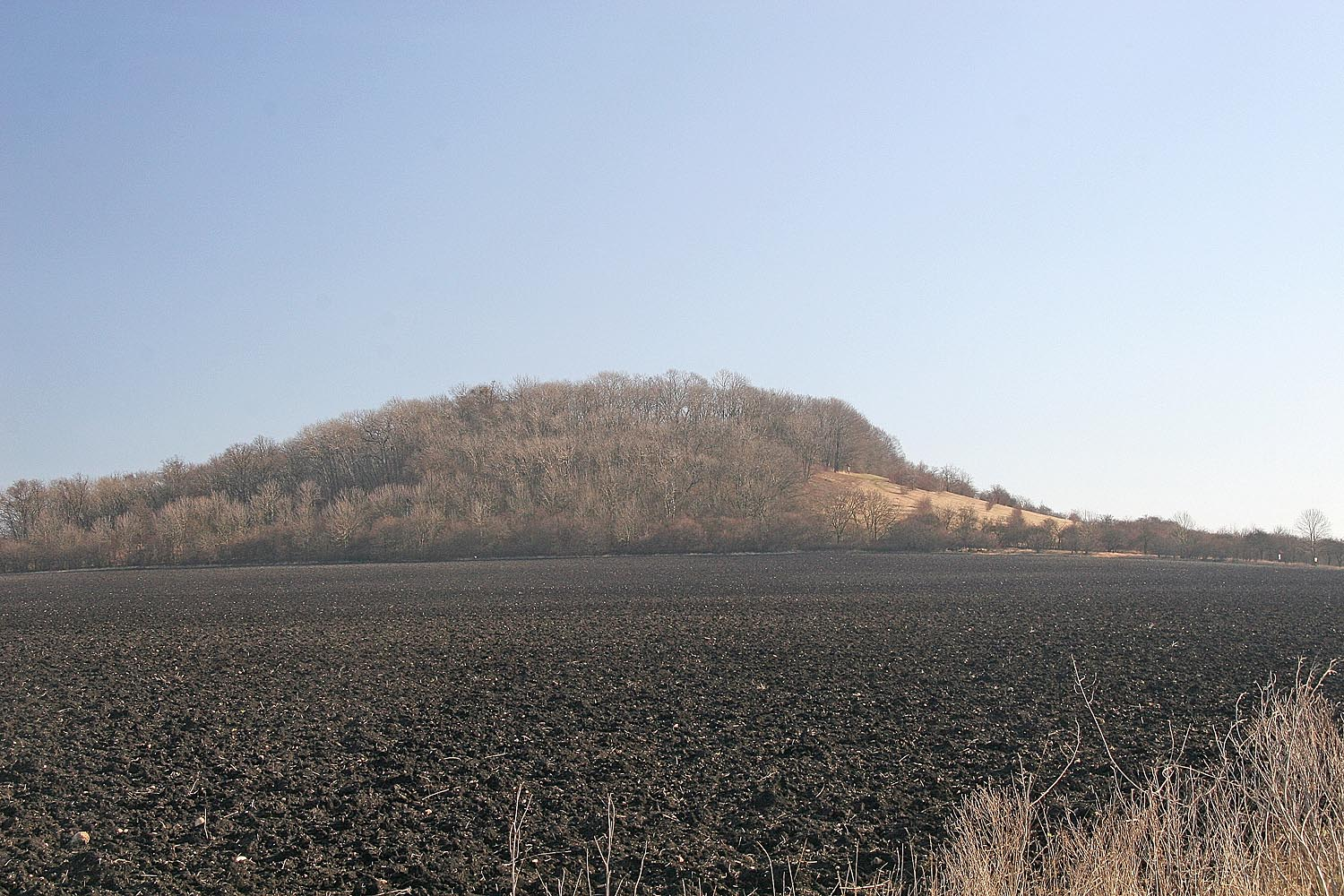
Blick von Westen von der Straße von Mečíř auf den Berg

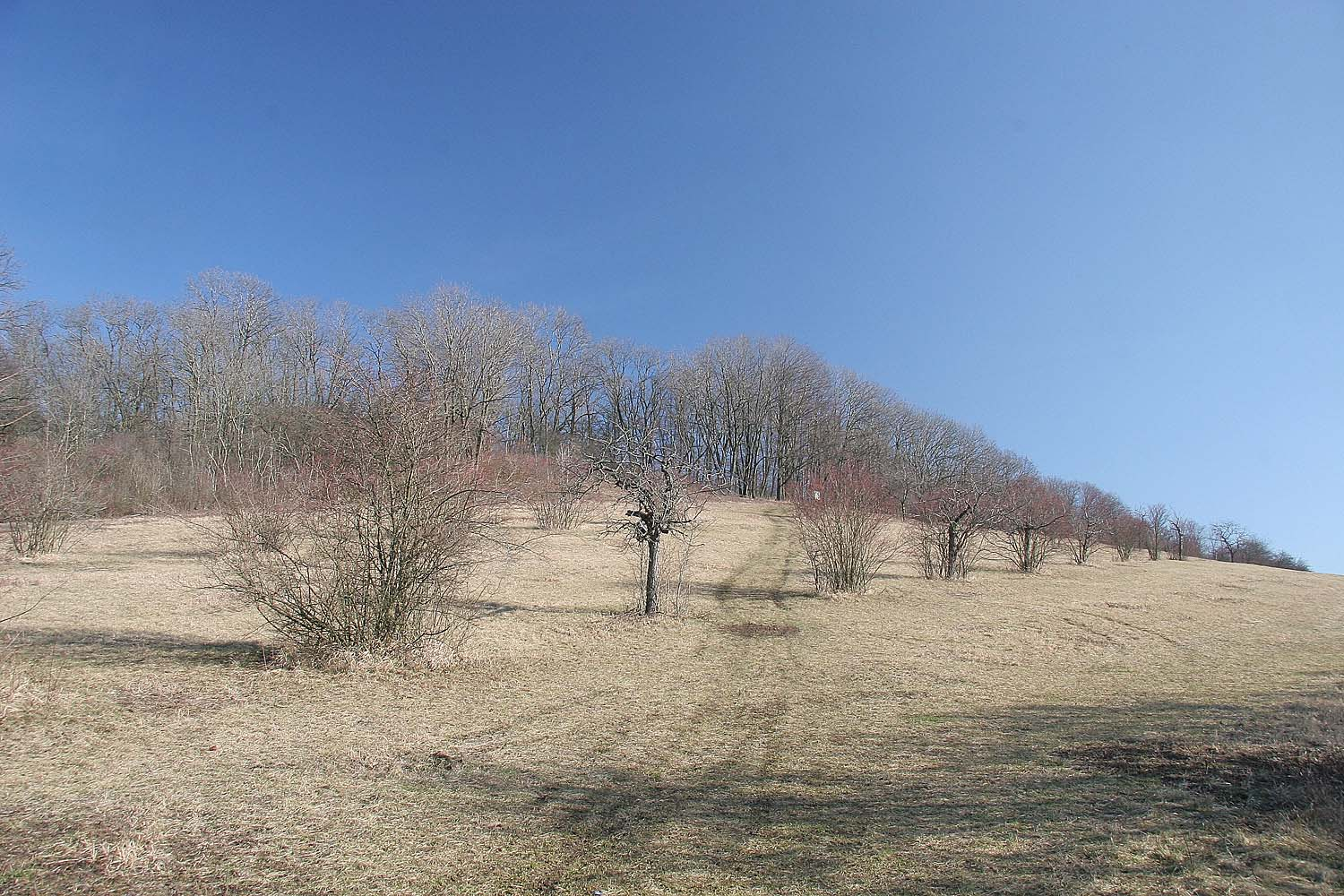
Alte Kirschgärten am Südhang des Berges

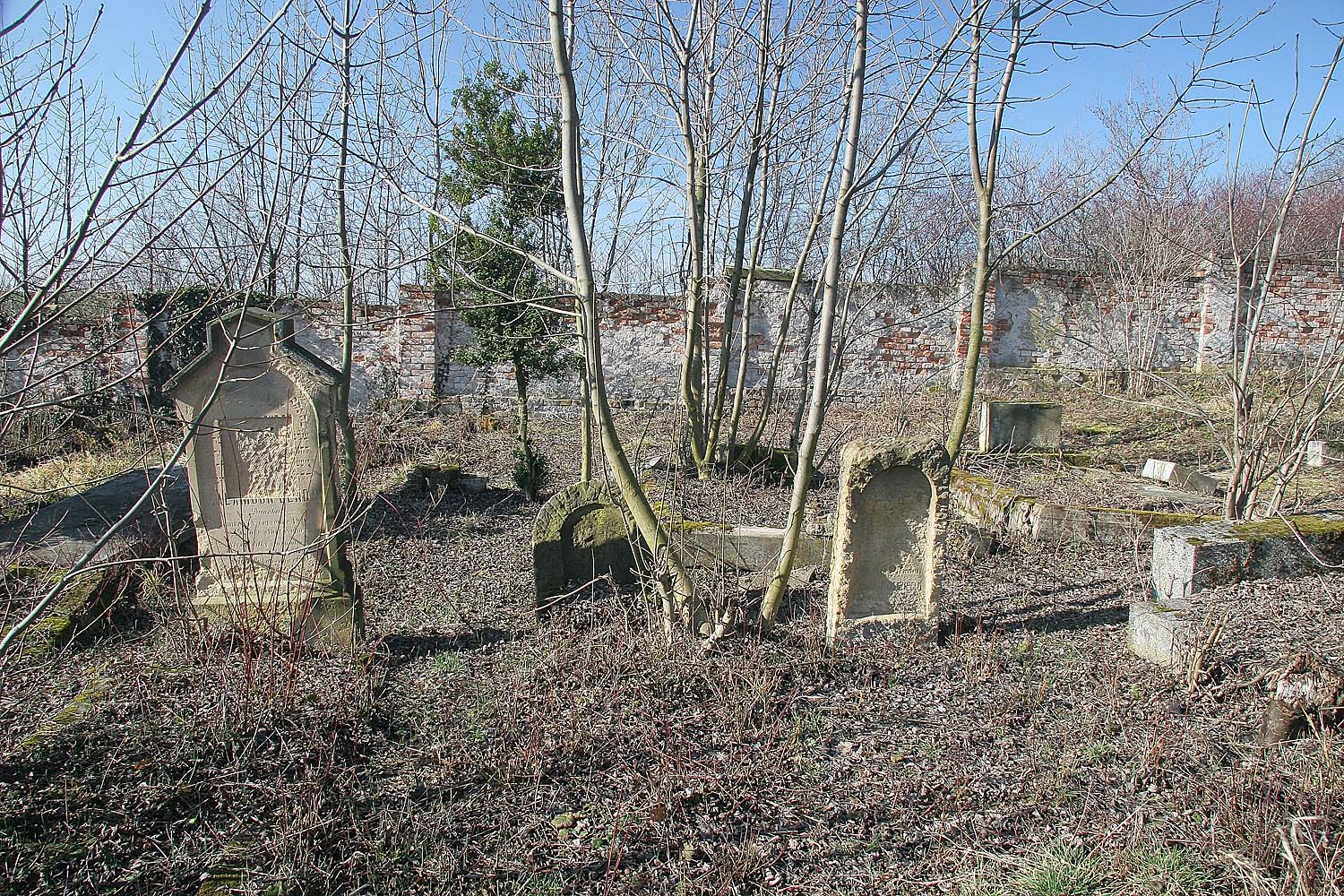
Verwilderter jüdischer Friedhof am Chotuc

Auf dem Hügel befand sich während der Hallstatt- und La-Tène-Zeit zwischen dem 6. und 5. Jahrhundert v. Chr. eine Burgstätte, die im Zuge der keltischen Einwanderung erlosch.
Seit dieser Zeit wurde der Berg mit ins Mittelalter zu einer heidnischen Kultstätte. Diese wurde im Zuge der Christianisierung zerstört und im 13. Jahrhundert an ihrer Stelle die Kapelle der hl. Dreifaltigkeit erbaut. 1357 wurde die Kapelle zur Kirche ausgebaut.
Im 18. Jahrhundert wurde die Kirche barockisiert und im 19. Jahrhundert renoviert. Danach begann eine Zeit des Verfalls. 1953 wurde der Friedhof um die Kirche aufgehoben. 1995 wurde die verfallene Kirche renoviert.
Am südlichen Fuße des Hügels an der Straße von Křinec nach Mečíř befindet sich ein Jüdischer Friedhof, der seit den 2000er Jahren aus einem verwahrlosten Zustand wiederherstellt wird.